# Bill Brandt
Bill Brandt (ur. 3 maja 1904 w Hamburgu, zm. 20 grudnia 1983 w Londynie) – znany fotograf brytyjski. 
Syn rodziców pochodzenia rosyjskiego. Spędził dzieciństwo w Niemczech. W 1929 wyjechał na studia do Paryża. Brandt współpracował wówczas blisko z surrealistą Manem Rayem w jego studio. Nauczył się wówczas eksperymentować oraz pozostawał pod wpływem surrealistycznych dzieł Raya oraz jego otoczenia.
Po zakończeniu pracy jako wolny strzelec dla Paris Magazine w 1930, Brandt powrócił do Anglii, gdzie robił zdjęcia do takich magazynów jak Lilliput, Harper's Bazaar, czy News Chronicle. Fotografował życie klasy średniej oraz wyższej przed oraz w trakcie II wojny światowej, wydając takie publikacje, jak: The English at Home (1936), A Night in London (1938), The Camera in London (1948). Jego fotoreportaże z tamtego okresu łączyły ze sobą prostotę fotografii reporterskiej z nutką dziwności i surrealizmu.
Brandt stracił zainteresowanie reportażem wraz z zakończeniem II wojny światowej, kiedy to ekspresjonizm oraz surrealizm stawał się coraz bardziej widoczny. Bardzo często pracował nad aktami, w których wykorzystywał nietypowe ustawienia postaci oraz dziwną perspektywę. Ważną częścią jego pracy było także portretowanie pisarzy i artystów oraz zdjęcia plenerowe Wysp Brytyjskich. Typowe dla Brandta są fotografie mocno kontrastowe, wyzute całkowicie z tonów średnich, często wykonane przy użyciu bardzo szerokiego kąta. Bardzo szanowany za swoje pełne wyrazu zdjęcia, Brandt jest uważany za jednego z najwybitniejszych fotografów brytyjskich XX wieku. Pisząc o swojej pracy, Brandt powiedział, Fotografia jest wciąż bardzo nowym medium i wszystko w niej musi zostać wypróbowane... fotografia nie ma zasad. To nie sport. Ważny jest efekt, a nie sposób, w jaki został osiągnięty.